# Кастельно-Дюрбан
Кастельно́-Дюрба́н (фр. Castelnau-Durban) — коммуна во Франции, находится в регионе Окситания. Департамент коммуны — Арьеж. Входит в состав кантона Сен-Жирон. Округ коммуны — Сен-Жирон.
Код INSEE коммуны — 09082.

## Население
Население коммуны на 2008 год составляло 413 человек.
| 1962 | 1968 | 1975 | 1982 | 1990 | 1999 | 2007 |
| ---- | ---- | ---- | ---- | ---- | ---- | ---- |
| 507  | 550  | 522  | 479  | 437  | 423  | 413  |

## Экономика
В 2007 году среди 252 человек в трудоспособном возрасте (15—64 лет) 178 были экономически активными, 74 — неактивными (показатель активности — 70,6 %, в 1999 году было 75,2 %). Из 178 активных работали 148 человек (80 мужчин и 68 женщин), безработных было 30 (13 мужчин и 17 женщин). Среди 74 неактивных 13 человек были учениками или студентами, 38 — пенсионерами, 23 были неактивными по другим причинам.

## Достопримечательности
- Церковь
- Часовня Сен-Мишель

## Фотогалерея
- Церковь